# Osaonica (Novi Pazar)
Pour les articles homonymes, voir Osaonica.
Osaonica (en serbe cyrillique : Осаоница) est un village de Serbie situé sur le territoire de la Ville de Novi Pazar, district de Raška. Au recensement de 2011, il comptait 145 habitants.

## Démographie
| 1948 | 1953 | 1961 | 1971 | 1981 | 1991 | 2002 | 2011 |
| ---- | ---- | ---- | ---- | ---- | ---- | ---- | ---- |
| 571  | 571  | 575  | 568  | 458  | 348  | 284  | 145  |

|  |